# Lino Muñoz
Lino Muñoz Mandujano (* 8. Februar 1991 in Mexiko-Stadt) ist ein mexikanischer Badmintonspieler. 

## Karriere
Lino Muñoz gewann 2007 Gold bei den Panamerikameisterschaften der Junioren U17. 2010 siegte er bei den Mexico International im Herrendoppel mit Andrés López. Mit ihm gewann er auch Bronze bei den Panamerikaspielen 2011.

## Sportliche Erfolge
| Saison | Veranstaltung                        | Disziplin    | Platz | Name                            |
| ------ | ------------------------------------ | ------------ | ----- | ------------------------------- |
| 2007   | Panamerikameisterschaft Junioren U17 | Mixed        | 1     | Lino Muñoz / Victoria Montero   |
| 2010   | Mexico International                 | Herrendoppel | 1     | Lino Muñoz / Andrés López       |
| 2010   | Zentralamerika- und Karibikspiele    | Herrendoppel | 2     | Lino Muñoz / Andrés López       |
| 2011   | Panamerikaspiele                     | Herrendoppel | 3     | Lino Muñoz / Andrés López       |
| 2011   | Mexico International                 | Herreneinzel | 3     | Lino Muñoz                      |
| 2011   | Mexico International                 | Herrendoppel | 1     | Lino Muñoz / Andrés López       |
| 2011   | Mexico International                 | Mixed        | 2     | Lino Muñoz / Cynthia González   |
| 2014   | Mexico International                 | Herreneinzel | 2     | Lino Muñoz                      |
| 2014   | Mexico International                 | Mixed        | 1     | Lino Muñoz / Cynthia González   |
| 2015   | Chile International Series 2015      | Herrendoppel | 1     | Lino Muñoz / Job Castillo       |
| 2015   | Trinidad and Tobago International    | Herrendoppel | 1     | Lino Muñoz / Luis Ramón Garrido |
| 2015   | Trinidad and Tobago International    | Mixed        | 2     | Lino Muñoz / Cynthia González   |
| 2015   | Santo Domingo International          | Herrendoppel | 1     | Lino Muñoz / Job Castillo       |
| 2015   | Santo Domingo International          | Mixed        | 3     | Lino Muñoz / Cynthia González   |
| 2015   | Guatemala International              | Herrendoppel | 3     | Lino Muñoz / Job Castillo       |
| 2015   | Mexico International                 | Herrendoppel | 1     | Lino Muñoz / Job Castillo       |
| 2015   | Mexico International                 | Mixed        | 3     | Lino Muñoz / Cynthia González   |
| 2015   | Colombia International               | Herreneinzel | 3     | Lino Muñoz                      |
| 2015   | Argentina International              | Herreneinzel | 2     | Lino Muñoz                      |
| 2015   | Argentina International              | Herrendoppel | 1     | Lino Muñoz / Job Castillo       |
| 2015   | Chile International Challenge 2015   | Herreneinzel | 3     | Lino Muñoz                      |
| 2015   | Chile International Challenge 2015   | Herrendoppel | 3     | Lino Muñoz / Job Castillo       |
| 2015   | Brazil International                 | Herreneinzel | 3     | Lino Muñoz                      |
| 2015   | Brazil International                 | Herrendoppel | 1     | Lino Muñoz / Job Castillo       |
| 2015   | Puerto Rico International            | Herrendoppel | 1     | Lino Muñoz / Job Castillo       |
| 2015   | Suriname International               | Herrendoppel | 1     | Lino Muñoz / Job Castillo       |